# Урибе, Мария
Мари́я Со́то Ури́бе Ха́ссо (исп. María Soto Uribe Jasso, 8 марта 1908, Сьюдад-Гусман, Мексика — 21 февраля 1992, Мехико, Мексика) — мексиканская легкоатлетка, выступавшая в метании копья. Участвовала в летних Олимпийских играх 1932 года. Первая женщина, представлявшая Мексику на Олимпийских играх.

## Биография
Мария Урибе родилась 8 марта 1908 года в мексиканском городе Сьюдад-Гусман.
В 1932 году вошла в состав сборной Мексики на летних Олимпийских играх в Лос-Анджелесе. Выступала в метании копья, где заняла 7-е место среди восьми участниц с результатом 33,66 метра, уступив победительнице — Бейб Дидриксон из США 9,97 метра.
Урибе стала первой женщиной, представлявшей Мексику на Олимпийских играх: соревнования в метании копья состоялись 31 июля, а турнир по фехтованию на рапирах, в котором выступала её соотечественница Эухения Эскудеро, прошёл 2-4 августа.
Умерла 21 февраля 1992 года в Мехико.

## Личный рекорд
Метание копья — 33,66 (31 июля 1932, Лос-Анджелес)